# Mulada
Mulada (hebrejsky מולדה, v oficiálním přepisu do angličtiny Molada) je arabská beduínská vesnice v Izraeli, v Jižním distriktu, v Oblastní radě al-Kasum.

## Geografie
Leží v nadmořské výšce cca 420 metrů v severní části pouště Negev.
Obec se nachází 58 kilometrů od břehu Středozemního moře, cca 92 kilometrů jihovýchodně od centra Tel Avivu, cca 16 kilometrů východně od Beerševy a 23 kilometrů západně od města Arad. Muladu obývají Arabové, respektive polokočovní arabští Beduíni, přičemž osídlení v tomto regionu je etnicky smíšené. Ve volné krajině dominují rozptýlená sídla Beduínů, městská centra v severním Negevu jsou většinou židovská.
Mulada je na dopravní síť napojena pomocí dálnice číslo 31.

## Dějiny
Mulada je vesnice, která byla v červnu 2008 oficiálně uznána izraelskou vládou za samostatnou obec. Jde o shluk rozptýlené beduínské zástavby zahrnující kmeny al-Atraš a al-Havašili. V případě kmene al-Havašili byla do nově utvořené obce zahrnuta jeho část čítající cca 800 osob, zatímco další jeho skupina s cca 200 členy zůstává mimo jurisdikci vesnice.
Správní území vesnice dosahuje cca 11 000 dunamů (11 kilometrů čtverečních). Mají tu fungovat mateřské školy, dvě základní školy a střední škola. Ve výstavbě jsou inženýrské sítě, plánuje se budování dvou obytných okrsků.

## Demografie
Podle údajů z roku 2014 tvořili obyvatelstvo v Muladě Arabové. Jde o menší obec vesnického typu. K 31. prosinci 2014 zde žilo 260 lidí. Během roku 2014 stoupla populace o 9,2 %.
| Rok            | 2009 | 2010 | 2011 | 2012 | 2013 | 2014 |
| -------------- | ---- | ---- | ---- | ---- | ---- | ---- |
| Počet obyvatel | 145  | 184  | 211  | 226  | 238  | 260  |